# ایگلا
ایگلا (به روسی: Игла́) یک سامانه موشکی زمین‌به‌هوای دوش‌پرتاب و کوتاه‌برد ساخت شوروی (سپس روسیه) است که از سامانه هدایت گرمایاب بهره می‌برد. نام آمریکایی این موشک سام-۱۸ (سا-۱۸) و نام آن در گزارش‌های ناتو Grouse (به معنی باقرقره) است و مدل ابتدایی ساده‌تر آن با نام ۹کا۳۱۰- ایگلا-۱ و نام ناتو سام-۱۶ گیملت (مته) (SA-16 Gimlet) شناخته می‌شود.
ایگلا با کد اختصاری ۹k38 وزارت دفاع شوروی هم شناخته می‌شود. این موشک از پرفروش‌ترین سلاح‌ها و از نسل دوم موشک‌های ضدهوایی دوش پرتاب است و بیشتر معیارهای مورد نیاز برای غلبه بر ترفندهای دفاعی هواپیماهای دشمن را دارد. در سال ۲۰۰۴ نسل جدیدی از این موشک که با نام ایگلا-اس و نام ناتو سام-۲۴ گرینچ (SA-24 Grinch) شناخته می‌شود و به سوپر ایگلا هم معروف شده وارد ارتش روسیه شد که بسیار پیشرفته‌تر و مؤثرتر از ایگلا برای رویارویی با تهدیدات هوایی است.
ایگلا مدل ارتقایافته‌ خانواده موشک‌های دفاع هوایی دوش‌پرتاب روسی سام-۷ و سام-۱۴ است. ایگلا از همان کلاهک انفجاری دو کیلوگرمی با فیوز مجاورتی و تماسی سام-۱۴ استفاده می‌کند اما طرح کلی موشک کاملاً جدید است و برد و سرعت آن به میزان چشمگیری افزایش یافته‌است. یک جستجوگر جدید و بهبودهای آئرودینامیکی بر روی آن باعث شده تا محدوده تأثیرگذاری آن را افزایش یافته و سرعت بالای آن باعث می‌شود تا توانایی اصابت به اهداف سریعتری را داشته باشد. حداکثر برد ایگلا ۵۲۰۰ متر و سقف اوج‌گیری آن تا ارتفاع ۳۵۰۰ متری است. احتمال اصابت این موشک به یک جنگنده بی‌دفاع در حدود ۳۰ تا ۴۸ درصد برآورده شده و استفاده از تدابیر اخلال در جستجوی گرما (مانند شلیک اجسام داغ) این احتمال را به ۲۴ تا ۳۰ درصد کاهش می‌دهد.
جستجوگر امواج فروسرخ این موشک به‌طور خاص برای تشخیص هواپیمای واقعی از شراره‌های فریب‌‌دهنده و پادکارهای دیگر طراحی شده‌است. ایگلا از نظر توانایی‌ها شبیه به همتای آمریکایی خود اف‌آی‌ام-۹۲ استینگر است. حداکثر برد مفید ایگلا کمی بهتر از برد ۴۸۰۰ متری استینگر است اما حداقل مسافت مورد نیاز برای ایگلا به منظور درگیری با دشمن ۸۰۰ متر است که به طرز قابل توجهی ضعیف‌تر از حداقل برد ۲۰۰ متری استینگر است.